# 五反田神社
座標: 北緯35度36分51.9秒 東経139度32分37.4秒 / 北緯35.614417度 東経139.543722度五反田神社（ごたんだじんじゃ）は、神奈川県川崎市多摩区三田一丁目に鎮座する神社である。

## 沿革
鎌倉時代 -  前身となる山王社を創建。
明治元年 -  山王社から八雲神社へ改称。
1948年 - 社殿を増改築する。
1959年 - 杉山社を遷座合祀し、五反田神社へ改称する。

## 祭神
素盞嗚尊と日本武尊を祀る。

## 由緒
鎌倉時代に創始されたと云い伝えられている。

## 祭礼[2]
| １月18日前の日曜日 | 祈年祭(きねんさい)   |
| ９月18日前の日曜日 | 例大祭(れいたいさい) |

## アクセス
- 小田急小田原線 生田駅 徒歩3分[3]